# 미스터 몬스터
미스터 몬스터(Il Mostro, The Monster)는 이탈리아, 프랑스에서 제작된 로베르토 베니니 감독의 1994년 코미디, 범죄, 미스터리 영화이다. 로베르토 베니니 등이 주연으로 출연하였고 로베르토 베니니 등이 제작에 참여하였다.

## 출연

### 주연
- 로베르토 베니니
- 미셀 블랑
- 니콜레타 브라스키

### 조연
- 도미니크 라배넌트
- 장 클로드 브리알리
- 로렌트 스필보겔
- 이바노 마레스코티

## 제작진
- 음향: 장 폴 뮤젤
- 미술: 지안티토 버치엘라로
- 의상: 다닐로 도나티